# Stadshal Deinze

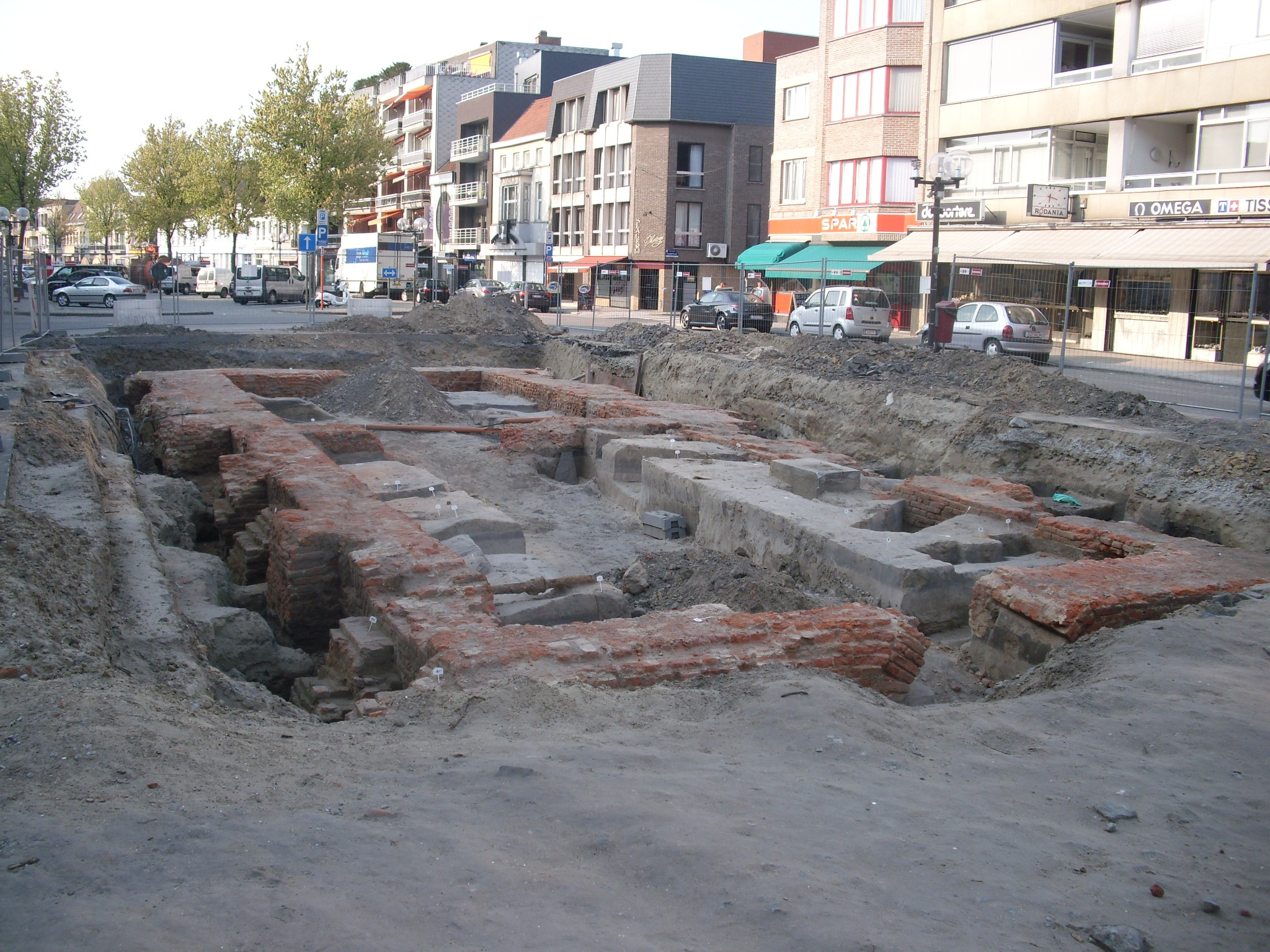
De funderingen zoals ze er in 2011 bijlagen.

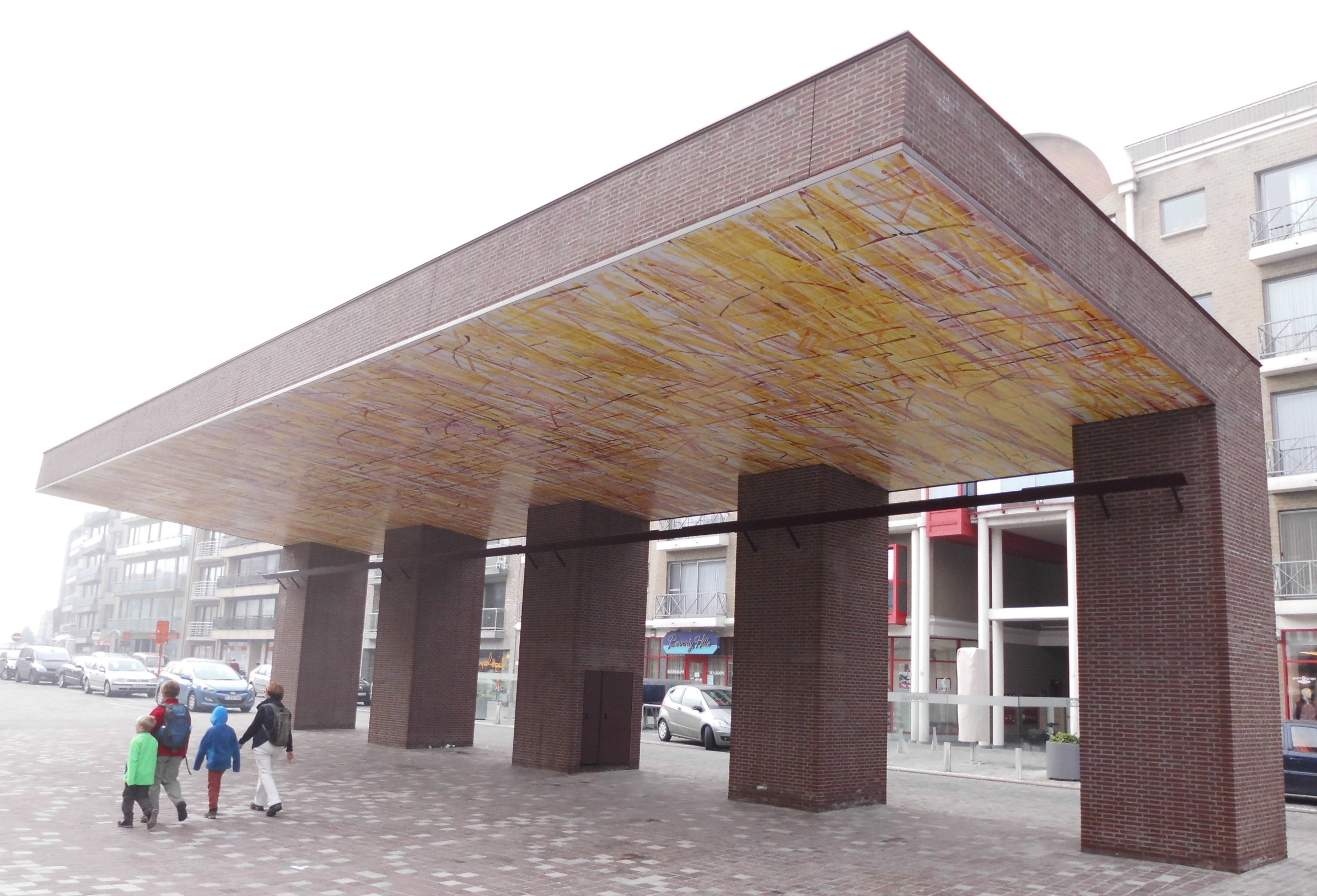
Deze luifel staat op de plaats van de vroegere stadhal.

De Stadshal van Deinze of het Belfort van Deinze was gelegen op de Markt in de Belgische stad Deinze aan de Leie vanaf de 13e eeuw tot 1792. Op het plein zelf wordt sinds begin de 17e eeuw een wekelijkse markt gehouden op woensdag.

## Drie versies
De geschiedenis van de eerste stadshal van Deinze gaat terug tot de 13e eeuw, ze werd verwoest in 1382. Een tweede gebouw kwam gereed in 1423, het was tevens de plaats waar het schepencollege vergaderde. Deze keer werd de stadshal een drietal keer zwaar beschadigd nl. in 1452, 1485 en in 1580. Een derde en nieuwe versie verrees op de Markt met een grootte van 23m op 8,5m, met beiaard en uurwerk. In 1792 brandde het belfort volledig af, meteen het definitieve einde. Het huidige stadhuis (1843) kwam in de plaats.
In 1580 waren het de Franse hugenoten de stad Deinze in brand staken, daarbij de halletoren met beiaard. Deinze beschikte pas in 1988 terug over een beiaard, na de installatie in de toren van de Onze-Lieve-Vrouwekerk aan de Markt.

## Funderingen
De funderingen van de stadshal zagen terug het daglicht bij de renovatiewerken aan de Markt in 2011. Na een grondige studie door archeologen en bezoekmogelijkheden voor het publiek werden de funderingen terug toegedekt. Dit was voor archeologen de enige mogelijkheid wilde men de volledige vernieling tegen gaan. Het afdekken met doorzichtige plastiekplaten ging al minder, omwille van de dampvorming onderaan. Bedoeling is om boven op de grondvesten een luifel te plaatsen, straatstenen zullen de exacte plaats aanduiden.